# Il settimo continente
Il settimo continente (Der siebente Kontinent) è un film del 1989 scritto e diretto da Michael Haneke. È il suo debutto nel cinema, dopo alcuni film realizzati per la tv.
Primo capitolo della Trilogia della glaciazione, che comprenderà i successivi Benny's Video (1992) e 71 frammenti di una cronologia del caso (1994)
Fu presentato alla Quinzaine des Réalisateurs del 42º Festival di Cannes.

## Trama
Diviso in tre parti (1987, 1988 e 1989) narra le vicissitudini di una famiglia borghese: Anna (la madre), Georg (il padre) ed Eva (la figlia). Le prime due parti raffigurano giorno per giorno la loro vita e le loro attività quotidiane, concentrandosi sugli aspetti più banali. Ogni giorno il tempo viene scandito da azioni ripetitive (la sveglia, il viavai sempre uguale dei componenti della famiglia). Progressivamente si inizia a scorgere un malessere diffuso nella casa e tra i familiari, un malessere che mai viene esplicitato o spiegato: Eva finge senza alcun motivo apparente di aver perso la vista, cene silenziose cariche di angoscia e tensione, Anna che scoppia a piangere improvvisamente nell'auto mentre questa viene trasportata nel macchinario dell'autolavaggio.
Nella terza parte, la famiglia, dopo essere tornata da una visita dai nonni, invia loro una lettera, informandoli della loro partenza. Il giorno dopo, chiuso il conto in banca e comunicato all'impiegato la loro partenza per l'Australia, vendono la macchina e acquistano numerosi oggetti taglienti. Riunitisi e sigillatisi in casa, dopo aver consumato un lauto pranzo, iniziano a distruggere sistematicamente ogni oggetto della casa senza esprimere alcuna emozione. Infine, "riordinata" la casa, si suicidano uno dopo l'altro.
Alla fine del film una didascalia informa che, nonostante la lettera di suicidio, i genitori di Georg sospettarono che la famiglia fosse stata vittima di omicidio, ma non fu trovato alcun indizio che avvalorasse questa ipotesi.

## Produzione
Il soggetto venne scritto da Haneke durante una vacanza su un'isola greca in seguito alla lettura di alcuni articoli di cronaca nera riguardanti una famiglia piccolo-borghese. Il primo abbozzo di sceneggiatura a cui il regista lavorò per sei mesi era basato sull'utilizzo di flashback, ma successivamente decise di non adottare un approccio "giornalistico" spiegando le cause degli avvenimenti perché avrebbe corso il rischio di minimizzare l'impatto del gesto suicida sullo spettatore. Il film fu quindi strutturato in tre asettiche parti (tre giornate di tre anni diversi dal 1987 al 1989) lasciando lo spettatore libero di trarre le proprie conclusioni sulla visione di queste.
Le inquadrature dei pesci in agonia privati dell'acqua sono una metafora della morte interiore della bambina.
Haneke ha affermato in un'intervista condotta dal critico Serge Toubiana che la scena delle banconote scaricate nel water determinò la medesima reazione in tutte le sale in cui la pellicola fu proiettata: gli spettatori abbandonarono la sala infuriati sbattendo le porte. Haneke ha pertanto riflettuto sul fatto che la distruzione del denaro è il più grande tabù della civiltà occidentale, tanto da rendere il suicidio di una famiglia meno scioccante.

## Distribuzione
Fu presentato il 14 aprile 1993 alla Quinzaine des Réalisateurs del 42º Festival di Cannes. In Francia uscì nelle sale il 14 aprile 1993 distribuito da Les Films du Losange con il titolo Le septième continent. È stato proiettato al Toronto International Film Festival il 10 settembre 1989 mentre negli Stati Uniti d'America è stato presentato il 26 marzo 1990 al New York New Directors and New Films Festival.
Il film è conosciuto anche con i titoli El séptimo continente in Spagna, O Sétimo Continente in Portogallo, Siódmy kontynent in Polonia, A hetedik kontinens in Ungheria e 7i ipeiros in Grecia. Per il mercato anglofono è noto come The Seventh Continent.

### Edizioni home video
In Finlandia il DVD è stato pubblicato il 12 luglio 2006 con il titolo Seitsemäs manner e il 12 gennaio 2007 in Giappone.

## Accoglienza
Kevin Thomas sul Los Angeles Times ha scritto: «Senza dubbio un grande film... evita l'esposizione convenzionale nel chiederci di considerare il sistematico appassimento dell'anima nel nostro impersonale mondo moderno».

## Riconoscimenti
Il film ha vinto nel 1989 l'Ernest Artaria Award al Festival del film Locarno e il Georges Delerue Prize al Ghent International Film Festival per il miglior uso della musica in un film.
Sempre nel 1989 si aggiudica il Pardo di bronzo al Festival del film Locarno.

## Analisi
Sebbene sia la sua opera prima, Haneke traccia le tematiche principali del suo cinema in modo così lucido da poterlo già considerare un compendio della sua estetica. La famiglia borghese, così come nei successivi Benny's Video e Funny Games, viene, più che criticata, letteralmente smantellata davanti agli occhi dello spettatore. Ciò a cui noi assistiamo non è una progressiva violenza in una normale e comune famiglia. L'esplosione della violenza è già avvenuta. Osserviamo solo i frammenti, le tracce e le conseguenze dell'alienazione borghese. Anche il suicidio finale non è altro che una derivazione di un evento di cui noi non saremo mai a conoscenza. Questa volontà di non procurare allo spettatore informazioni preconfezionate è da ricercare in queste due esigenze: 
- In primo luogo c'è la volontà di porre allo spettatore continue domande (Perché la figlia finge di non vedere? Perché il silenzio durante le cene? Perché si suicidano?), in modo da creare un rapporto ermeneutico e costringere lo spettatore non più a una visione passiva, ma una partecipazione attiva.
- La seconda, connessa intrinsecamente alla prima, è la volontà di operare una violenza sullo spettatore. Scuoterlo dalla passività del modello d'intrattenimento cinematografico tipico.

Una profonda riflessione sul mezzo di comunicazione prima ancora che sulla violenza. Haneke, per arrivare a questo obbiettivo, plasma il mezzo cinematografico in modo lucido e glaciale. Il fuoricampo e le ellissi operano in questo senso, sottraendo allo spettatore la possibilità di sapere le cause di questi eventi.
L'altra tematica che emerge costante nei film di Haneke è la violenza. Non una violenza iperboleggiata ed enfatizzata ma una violenza rappresentata come se fosse ormai la normalità. L'uso così asettico della macchina da presa, con continui piani sequenza a macchina fissa, crea un'atmosfera glaciale e asfittica, dove permane un senso di angoscia senza che mai venga fatta un'esegesi su di essa.
Neanche l'atto di distruzione di tutti i propri averi, che dovrebbe essere il più liberatorio, è volutamente fatto compiere dai personaggi con la stessa metodica precisa e ripetitiva con cui compievano i gesti quotidiani, sottolineando «l'ordine che permane incredibilmente anche nella follia.»